# The Kreutzer Sonata (1915)
The Kreutzer Sonata é um filme de drama romântico mudo americano de 1915, perdido, dirigido por Herbert Brenon e coestrelado por Nance O'Neil, Theda Bara e William H. Shay. O filme foi baseado na peça de 1902 com o mesmo nome, de Jacob Gordin, baseada na novela de Liev Tolstói de 1889. Produzido pela Fox Film Corporation, foi filmado no estúdio da empresa em Fort Lee, New Jersey.

## Elenco
- Nance O'Neil como Miriam Friedlander
- Theda Bara como Celia Friedlander
- William E. Shay como Gregor Randar
- Mimi Yvonne
- Henry Bergman como Raphael Friedlander
- Sidney Cushing como G. Belushoff
- Maude Turner Gordon como Rebecca Friedlander
- John Daly Murphy como Sam Friedlander
- Anne Sutherland como Olga Belushoff

## Recepção
The Kreutzer Sonata foi lançado dois meses depois de A Fool There Was, o primeiro filme que apresentava Theda Bara no papel de uma femme fatale. Bara mais tarde confessou que não gostou de filmar e também estava insatisfeita com o fato de a Fox tê-la escalado para outro papel de "vampiro". Apesar da insatisfação de Bara, ela recebeu boas críticas por seu desempenho e o filme foi um sucesso. 